# Gotha G.II
Gotha G.II là một loại máy bay ném bom hạng nặng của Đức, được Luftstreitkräfte sử dụng trong Chiến tranh thế giới I.

## Quốc gia sử dụng[1]
- German Empire
  - Kampfgeschwader 4, Staffel 20

## Tính năng kỹ chiến thuật
Dữ liệu lấy từ 
Đặc điểm tổng quát
- Kíp lái: 3
- Chiều dài:  ()
- Sải cánh: 23,70 (77 ft 9 in)
- Chiều cao:  ()
- Diện tích cánh: 89,5 m² (963 ft²)
- Trọng lượng rỗng: 2.182 kg (4.810 lb)
- Trọng lượng cất cánh tối đa: 3.192 kg (7.037 lb)
- Động cơ: 2 × Mercedes D.IV kiểu động cơ piston thẳng hàng, 164 kW (220 hp)  mỗi chiếc

 Hiệu suất bay 
- Vận tốc cực đại: 148 km/h (92 mph)
- Vận tốc lên cao: 1,8 m/s (350 ft/phút)

Trang bị vũ khí

- 2 × súng máy Parabellum MG14 7,92 mm (.312 in)
- 450 kg bom